# Numeri Àtic
Numeri Àtic (en llatí Numerius Atticus) va ser un senador romà de rang pretorià, que va tenir el seu moment de glòria quan a la mort de l'emperador August va dir que l'havia vist com ascendia al cel. Aquesta història l'expliquen Dió Cassi i Suetoni.